# Vétraz-Monthoux
Vétraz-Monthoux ist eine französische Gemeinde im Département Haute-Savoie in der Region Auvergne-Rhône-Alpes.

## Geographie
Vétraz-Monthoux liegt auf 500 m, etwa zwei Kilometer südöstlich von Annemasse und neun Kilometer ostsüdöstlich der Stadt Genf (Luftlinie). Die Doppelgemeinde erstreckt sich auf einem Hügelrücken im unteren Arvetal, zwischen den Höhen des Salève und von Les Voirons, am Stadtrand von Annemasse, in der Nähe der Grenze zur Schweiz.
Die Fläche des 7,11 km² großen Gemeindegebiets umfasst einen Abschnitt im unteren Arvetal. Die südliche Grenze verläuft entlang der Menoge, die hier durch Erosion ein rund 60 m tiefes Tal mit 300 m breitem, flachem Talboden in die Schotterebene eingesenkt hat. Südwestlich von Vétraz-Monthoux mündet die Menoge in die Arve, die auf einer Strecke von einem Kilometer ebenfalls die Gemeindegrenze bildet. Von diesem tief eingeschnittenen Talsystem erstreckt sich das Gemeindeareal nordwärts auf das Plateau von Annemasse und schließt auch den Hügel von Monthoux ein, auf dem mit 571 m die höchste Erhebung von Vétraz-Monthoux erreicht wird. Im äußersten Nordosten reicht das Gebiet in den Bois de Rosses (505 m).

### Gemeindegliederung
Die Gemeinde Vétraz-Monthoux besteht aus folgenden Orts- und Siedlungsteilen:
- Vétraz (495 m) am Südrand des Hügels von Monthoux über dem Tal der Menoge
- Bas Monthoux (487 m) auf dem Plateau vom Nordostfuß des Hügels
- Haut Monthoux (560 m) auf dem gleichnamigen Hügel
- Collonges (455 m) am Westfuß des Hügels, über dem Tal der Arve
- Corly (509 m) auf der Südostabdachung des Hügels von Monthoux
- La Râpe (485 m) am Ostfuß des Hügels von Monthoux

Nachbargemeinden von Vétraz-Monthoux sind Annemasse im Norden, Cranves-Sales im Osten, Arthaz-Pont-Notre-Dame im Süden sowie Étrembières im Westen.

## Geschichte
Das Gemeindegebiet von Vétraz-Monthoux war bereits im Neolithikum und während der Römerzeit besiedelt. Monthoux wird 1142 erstmals urkundlich erwähnt. Aus dem Mittelalter sind die Namensformen Montheolum (1287) und Montou (1355) überliefert. Der Ortsname geht auf das lateinische Wort montosus (gebirgig, hügelig) zurück. Vétraz erscheint im 13. Jahrhundert erstmals in den Urkunden.
Monthoux war Standort eines Schlosses, das der Herrschaft Faucigny unterstand. Im Lauf der Zeit erlebte Monthoux verschiedene Besitzerwechsel, darunter ab 1536 auch die Berner Herrschaft. Im Savoyerkrieg wurde das Schloss 1590 von den Genfern geplündert. Nachher war Monthoux im Besitz von Savoyen und teilte dessen Schicksal. Im Jahre 1818 fusionierten Vétraz und Monthoux zu einer Doppelgemeinde.

## Sehenswürdigkeiten
Die Dorfkirche bei Vétraz wurde im sardischen Stil errichtet. An der Stelle des einstigen Bergfrieds des Schlosses von Monthoux steht seit dem 19. Jahrhundert eine Kapelle.

## Bevölkerung
| Jahr                       | 1962 | 1968 | 1975 | 1982 | 1990 | 1999 |
| Einwohner                  | 1911 | 2321 | 2908 | 3413 | 4311 | 5297 |
| Quellen: Cassini und INSEE |      |      |      |      |      |      |

Mit 10.412 Einwohnern (Stand 1. Januar 2022) gehört Vétraz-Monthoux zu den größeren Gemeinden des Département Haute-Savoie. Seit den 1950er Jahren weist die Gemeinde ein kontinuierliches Bevölkerungswachstum auf, das sich in den letzten Jahren verstärkte. Heute ist das Siedlungsgebiet lückenlos mit demjenigen von Annemasse zusammengewachsen.

## Wirtschaft und Infrastruktur
Vétraz-Monthoux war bis weit ins 20. Jahrhundert hinein eine vorwiegend durch die Landwirtschaft geprägte Gemeinde. Seit den 1950er Jahren entwickelte es sich allmählich zu einem Wohnvorort von Annemasse und Genf. Heute gibt es zahlreiche Betriebe des Klein- und Mittelgewerbes sowie Bau- und Handelsfirmen und Unternehmen des Dienstleistungssektors. Auch ein großer Teil des Pistengeländes des Flugplatzes von Annemasse befindet sich auf dem Boden von Vétraz-Monthoux.
Die Ortschaft liegt zwar nicht an größeren Durchgangsstraßen, ist aber verkehrsmäßig gut erschlossen. Sie liegt oberhalb der Hauptstraße, die von Annemasse nach Bonneville führt. Der nächste Anschluss an die Autobahn A40 befindet sich in einer Entfernung von rund vier Kilometern.